# Бандарадува (Грама Ніладхарі)
Грама Ніладхарі Бандарадува (№ W/104B/2) — Грама Ніладхарі підрозділу ОС Ухана, округ Ампара, Східна провінція, Шрі-Ланка.

## Демографія
| Населення (2007) | Населення (2007) | Населення (2007) | Населення (2007) | Населення (2007) |
| Населення        | Чоловіки         | Жінки            | Діти             | Дорослі          |
| ---------------- | ---------------- | ---------------- | ---------------- | ---------------- |
| 1226             | 577              | 649              | 523              | 703              |